# كنال+ بريميوم

كانال + بريميوم ( كنال + سابقًا) هي النسخة البولندية لشبكة التلفزيون الفرنسية كانال + . .
تتكون الشبكة من 12 قناة مختلفة بجودة HD .

## شعار

1995-1997
1997-2004
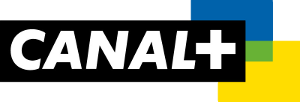
2004-2009
2009-2020

## حقوق الرياضة التلفزيونية
- الالدوري البولندي الممتاز
- الدوري الإنجليزي الممتاز (مع فيابلاي)
- الليغا الإسبانية (مع Eleven Sports)
- الدوري الفرنسي (مع Eleven Sports)
- بطولة الأمم الستة للرجبي
- الدوري الاميركي لكرة السلة للمحترفين الأمريكية
- سباق الجائزة الكبرى لسباق الدراجات النارية
- سباق الدراجات النارية إينا اكستراليجا
- كأس العالم لسباق الدراجات النارية
- بطولة القتال MMA Bellator
- بطولة الولايات المتحدة المفتوحة (جولف)

## حقوق شركات الأفلام
- تونتي سنشوري ستوديوز
- Walt Disney Pictures
- دريم وركس
- مترو غولدن ماير
- أفلام مونوليث
- بارماونت بيكتشرز
- ستوديو كنال
- يونيفرسال بيكتشرز